# Neoseiulus ceratoni
Neoseiulus ceratoni är en spindeldjursart som först beskrevs av Edward A. Ueckermann och Loots 1988.  Neoseiulus ceratoni ingår i släktet Neoseiulus och familjen Phytoseiidae. Inga underarter finns listade i Catalogue of Life.